# 萨莫耶德人

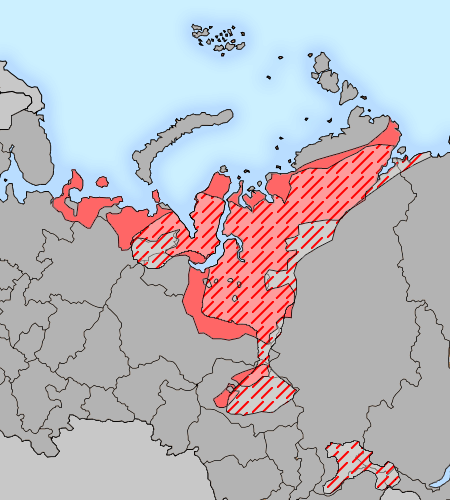
萨莫耶德语族在17世纪（红色范围）及20世纪（红色实底）时的分布范围

萨莫耶德人，又譯為薩摩耶人，是指居住在西伯利亚，使用乌拉尔语系萨莫耶德语族的一些民族的总称。这是一个语言、民族、文化上的分组。该名字起源于在俄罗斯用来称呼一些西伯利亚原住民的名字。

## 民族

### 当代民族
| 民族       | 分组         | 语言       | 人口数量 | 聚居地区               | 其它传统居住地 |
| ---------- | ------------ | ---------- | -------- | ---------------------- | -------------- |
| 涅涅茨人   | 北萨莫耶德人 | 涅涅茨語   | 45,000   | 亚马尔-涅涅茨自治区    | 涅涅茨自治区   |
| 埃涅茨人   | 北萨莫耶德人 | 埃涅茨語   | 200–300  | 克拉斯諾亞爾斯克邊疆區 |                |
| 恩加納桑人 | 北萨莫耶德人 | 恩加納桑語 | 900–1000 | 克拉斯諾亞爾斯克邊疆區 |                |
| 塞爾庫普人 | 南萨莫耶德人 | 塞爾庫普語 | 3,700    | 亚马尔-涅涅茨自治区    | 托木斯克州     |

人数最多的萨莫耶德人是涅涅茨人，他们主要居住在俄罗斯的两个自治区内：亚马尔-涅涅茨自治区和涅涅茨自治区。一部分涅涅茨人和大部分埃涅茨人及恩加纳桑人居住在原泰梅尔自治区（之前称为多尔干-涅涅茨自治区），但现在该地区为克拉斯諾亞爾斯克邊疆區一个具有特殊地位的区域。大多数塞尔库普人居住在亚马尔-涅涅茨自治区内，但在托木斯克州也有不少人口。

### 已绝迹的民族
- 尤拉茨人（北萨莫耶德人）
- 卡马辛人（南（或薩彥嶺）萨莫耶德人）
- 马托尔人（南（或薩彥嶺）萨莫耶德人）